# 萬浩
萬浩（1517年—1582年），字汝孟，號大疇，江西南昌府進賢縣人，民籍，明朝政治人物。

## 生平
嘉靖十三年（1534年）甲午科江西鄉試第二十七名舉人，三十二年（1553年）癸丑科二甲第一名進士（傳臚）。選翰林院庶吉士。三十四年（1555年）十月授翰林院编修，四十五年（1566年）四月升國子監司業，隆慶元年（1567年）十二月升右春坊右諭德掌南京翰林院事，四年（1570年）三月升南京國子監祭酒，五年（1571年）五月升南京禮部右侍郎，六年（1572年）四月改任禮部右侍郎管國子監祭酒事，七月以拾遺致仕。萬曆十年（1582年）卒，十二月賜祭葬如例。

## 著作
嘉靖四十二年（1563年）万浩、王集修《进贤县志》。

## 家族
曾祖萬原和，教授 贈南京都察院右都御史；祖父萬福，知府 封府尹 贈南京都察院右都御史；父萬銳，封編修。前母艾氏，贈太孺人；張氏。兄萬潮（右副都御史）、萬瀾，弟萬沂、萬濂、萬淳（官生）、萬滽、萬渶、萬浚、萬渼。